# Beciu, Teleorman
Beciu este satul de reședință al comunei cu același nume din județul Teleorman, Muntenia, România. Se află în partea de est a județului, în Câmpia Găvanu-Burdea. La recensământul din 2002 avea o populație de 1.277 locuitori.